# أحمد محمد علي المدني
أحمد محمد علي المدني هو أول رئيس للبنك الإسلامي للتنمية  ، حيث تولى رئاسته منذ عام 1975، ولد الدكتور علي في المدينة المنورة، بالمملكة العربية السعودية في عام 1934، حيث أكمل تعليمه الأولي. وهو حائز درجة البكالوريوس في التجارة، وعلى ليسانس الحقوق من جامعة القاهرة بمصر، وحصل على درجتي الماجستير في الآداب ودكتوراه الفلسفة، وكلاهما في الإدارة العامة، من جامعة Michigan, Ann Arbor ، وجامعة ولاية نيويورك (SUNY) ، Albany ، الولايات المتحدة الأمريكية ، في عام 1962 و1967 على الترتيب، وهو متزوج وله خمسة أولاد.

## الوظائف السابقة
- العمل في مناصب متعددة في وزارة المعارف من 1377 هـ.
- رئيس جامعة الملك عبد العزيز بالنيابة 1387 – 1392 هـ (1967 – 1972م).
- وكيل وزارة المعارف للشئون الفنية 1392 – 1395هـ (1972 – 1975م).
- رئيس البنك الإسلامي للتنمية من 1395 هـ (1975م) حتى غرة رمضان 1414هـ (1993م).
- أمين عام رابطة العالم الإسلامي من 2 رمضان 1414هـ حتى 10 رجب 1416هـ (2 ديسمبر 1995م).
- رئيس البنك الإسلامي للتنمية من 11 رجب عام 1416هـ حتى 2 محرم 1438 (3 ديسمبر 1995م حتى 3 أكتوبر 2016م).

## الجوائز
- ماليزيا :القائد الفخري لـ وسام المدافع عن المملكة (P.M.N.) عام (2007)[2]
- قرغيزستان : قُلّد نيشان داناكر عام (2007 № 332)[3]